# Uvala Slano
Uvala Slano este o arie protejată (sit de importanță comunitară — SCI) din Croația întinsă pe o suprafață de 133,41 ha, integral marine.

## Localizare
Centrul sitului Uvala Slano este situat la coordonatele 42°46′47″N 17°52′51″E / 42.779801°N 17.88078°E.

## Înființare
Situl Uvala Slano a fost declarat sit de importanță comunitară în iulie 2013 pentru a proteja un număr necunoscut de specii din flora spontană și fauna sălbatică aflate în arealul zonei.

## Biodiversitate
Situată în ecoregiunea marină mediteraneană, aria protejată conține 2 habitate naturale: Straturi cu Posidonia (Posidonion oceanicae), Golfuri mici largi și golfuri puțin adânci.
La baza desemnării sitului se află un număr nedeclarat de specii protejate.